# Brandpost

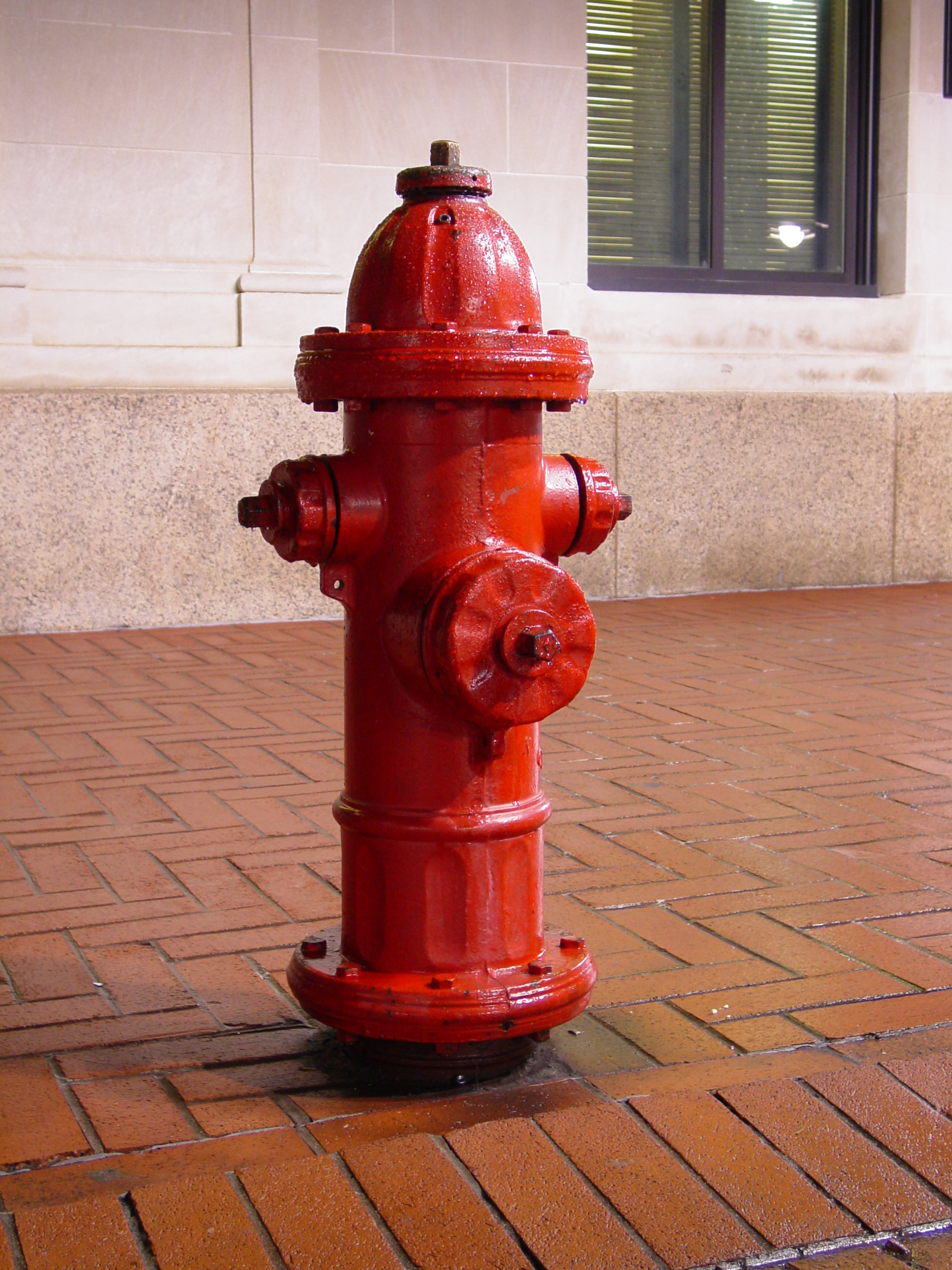
En brandpost av amerikansk modell

En brandpost (BP) är en vattenpost i gatan, som brandkåren kan använda för att få kommunalt vatten till brandsläckning. Även en upprullad brandslang med anslutning till vattenledningen (ofta i ett skåp) är en brandpost.

## Brandposter i Sverige

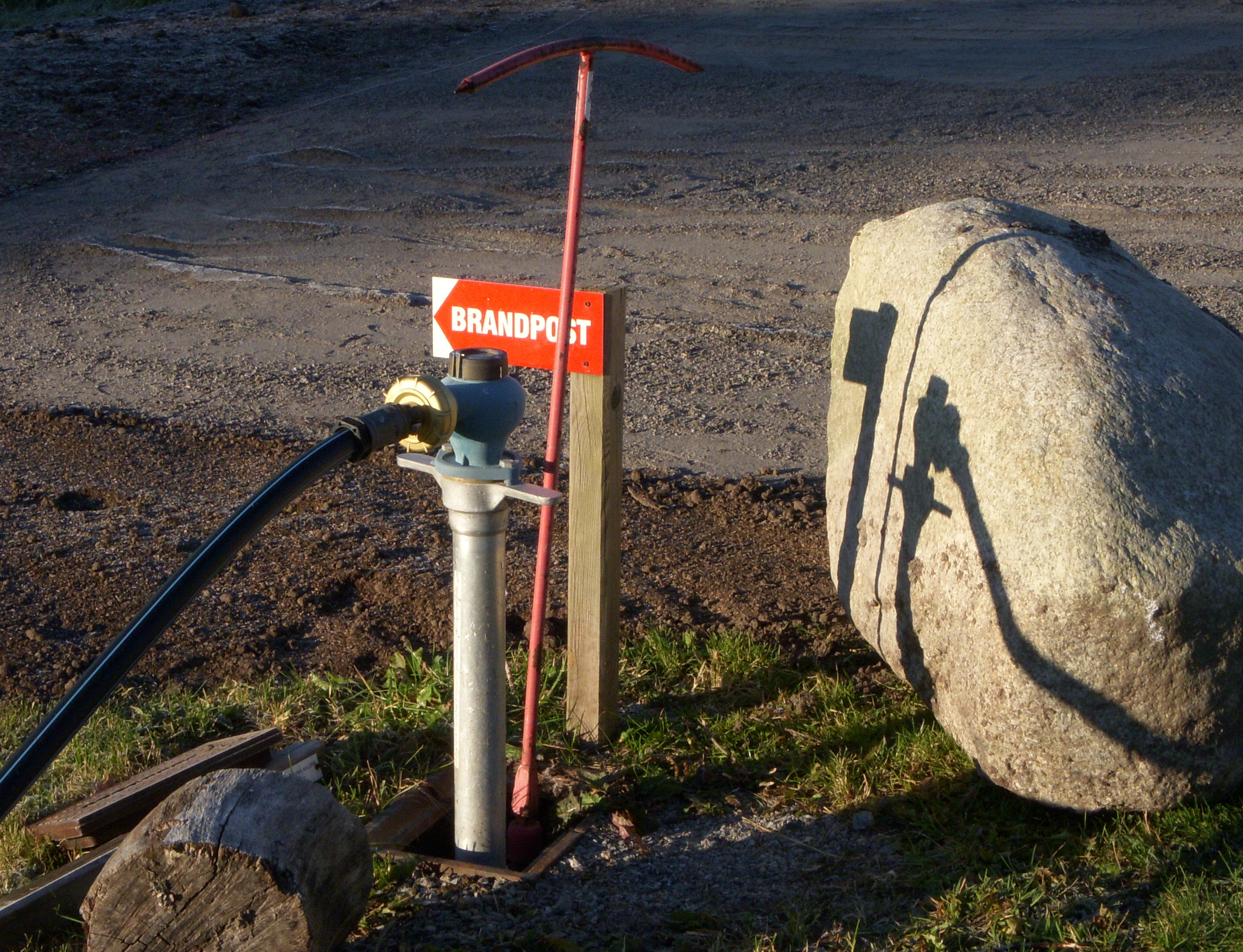
Brandpost i Huddinge kommun med vattenmätare

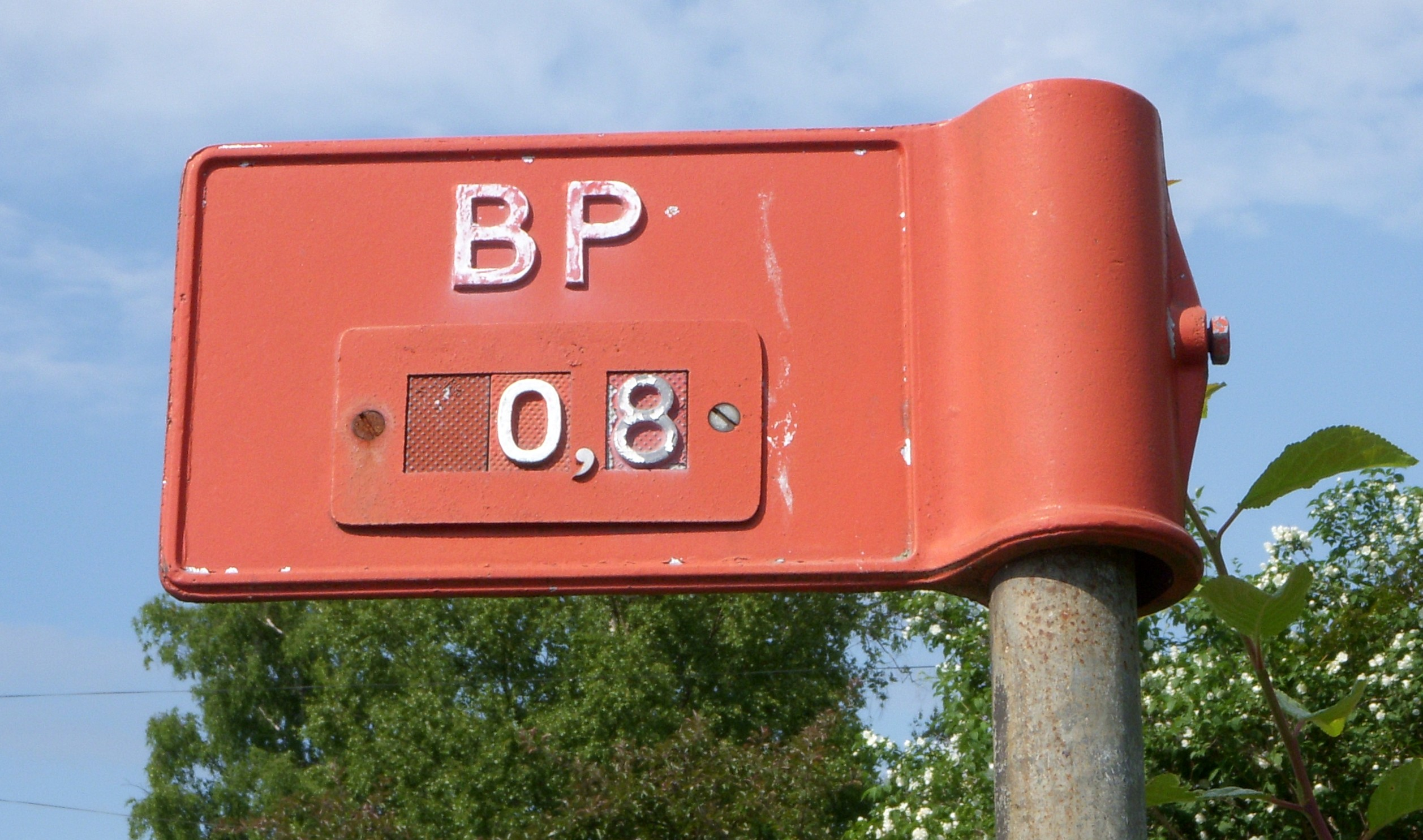
Svensk brandpostflagga

För att märka ut en brandpost utomhus används i Sverige en "brandpostflagga", vilket är en röd skylt med en avståndsmarkering. Står exempelvis talet 0,8 på skylten så finns brandposten 0,8 meter i den riktning som skylten pekar. Detta är speciellt värdefullt för brandkåren vintertid då snötäcket kan täcka luckans placering i gatan.
För att angöra brandposten lyfter brandmannen på luckan i gatan. Man skruvar på vattnet med en brandpostnyckel så att rent vatten kommer upp ur brunnen. Sedan dras brandposthuvudet på plats med enbart handkraft. Används verktyg finns risk att röret spricker. Detta kan få brandposthuvudet att skjuta iväg då trycket i brandpostnätet ligger på 600-800 kPa (6-8 bar).
När sedan grovslangen med hjälp av en normalkoppling kopplats på brandposthuvudet och in i bilen som ska försörjas, kan brandposten öppnas fullt för att försörja brandbilen med vatten.